# Fährmannshaus
Fährmannshaus ist ein abgegangener Ort im Stadtteil Hegnach der Stadt Waiblingen im baden-württembergischen Rems-Murr-Kreis.

## Lage
Der aufgegangene Ort Fährmannshaus lag auf der Gemarkung des heutigen Waiblinger Stadtteils Hegnach. Heute ist Fährmannshaus ein Wohnplatz von Hegnach.

## Geschichte
Fährmannshaus wird erstmals 1886 erwähnt. Seit diesem Zeitpunkt ist der Ort als Wohnplatz genannt. Meyers Orts- und Verkehrs-Lexikon des Deutschen Reichs von 1913 ordnet den Ort Hegnach zu. Später ist der Ort in der Gemeinde Hegnach aufgegangen, die am 1. Januar 1975 im Rahmen der Gemeindereform in die Stadt Waiblingen eingegliedert wurde. 